# Большая Кемсола
 Большая Кемсола  — упразднённая деревня в Новоторъяльском районе Республики Марий Эл. Входила в состав Староторъяльского сельского поселения. В 2024 году включена в состав деревни Токтарсола и исключена из учётных данных.

## География
Находится в северо-восточной части республики Марий Эл на расстоянии приблизительно 19 км по прямой на юг от районного центра посёлка Новый Торъял.

## История
Известна с 1790 года, когда в деревне числилось 11 хозяйств. В 1869 году было 34 дворов с населением 216 человек. В 1973 году здесь проживали 147 жителей, в 1988 году 124 человека. В 2002 году в деревне насчитывалось 34 двора. В советское время работали колхозы имени Сталина и «Урал».

## Население
| 2010 |
| ---- |
| 111  |

Население составляло 109 человек (мари 99 %) в 2002 году, 111 в 2010.